# Rossi e neri
Nel contesto dell'editoria religiosa dell'Antico Regime, l'espressione “rossi e neri” divenne sinonimo di una tipologia di libri liturgici realizzati con due inchiostri distinti: il nero per il corpo del testo e il rosso per le rubriche, che evidenziavano passaggi e momenti chiave della liturgia. Tale tecnica, erede della tradizione dei manoscritti medievali, non si limitava alla decorazione dei frontespizi, ma animava l’intero volume, garantendo una maggiore leggibilità e praticità d’uso per il clero e i fedeli.
Il libro a stampa nacque "religioso". I primi volumi realizzati con caratteri mobili furono infatti testi sacri: la celebre Bibbia delle 42 linee, databile al 1454-55, ne è l'esempio più noto, ma prima ancora si stampavano moduli per indulgenze e altri documenti ecclesiastici. L’editoria religiosa divenne così un settore trainante della produzione libraria, consolidandosi nei secoli successivi come uno dei principali ambiti di investimento per tipografi ed editori.
La produzione dei "rossi e neri" richiedeva un'elevata perizia tecnica e ingenti risorse finanziarie. La stampa bicolore obbligava a sottoporre le pagine a più passaggi sotto il torchio, con costi di produzione notevolmente superiori rispetto ai comuni libri stampati in nero. Di conseguenza, i libri liturgici si distinguevano per il loro pregio tipografico e per il loro valore economico.

## Venezia, l'editoria religiosa e la censura
Venezia fu per lungo tempo il centro più importante dell'editoria europea. Nel XVI secolo, la città dominava la produzione libraria grazie a una rete di tipografi e librai.
Tuttavia, a partire dalla seconda metà del Cinquecento, la censura ecclesiastica influenzò profondamente la produzione editoriale. Gli Indici dei libri proibiti, introdotti a partire dal 1559, limitarono la libertà degli stampatori e degli autori, imponendo il controllo preventivo delle opere. La regola decima dell'Indice Tridentino del 1564 rese obbligatoria la presenza dell'imprimatur, un’autorizzazione ufficiale stampata sui volumi, certificando la loro ortodossia. La severità della censura e l’incertezza giuridica portarono a un drastico ridimensionamento della produzione libraria italiana, scoraggiando gli editori dall’investire in generi ritenuti rischiosi.
In questo contesto, l'editoria religiosa divenne l'unico settore sicuro per gli stampatori. Mentre nella metà del Cinquecento i libri religiosi rappresentavano circa il 13-15% della produzione veneziana, tra il 1566 e il 1582 la percentuale salì al 25%, fino a raggiungere il 33% negli ultimi decenni del secolo. Catechismi, messali, libri di preghiera e testi liturgici monopolizzarono il mercato, diventando l’unico rifugio per tipografi e librai in cerca di stabilità economica.

## Tipografi di "rossi e neri" ed esempi di testi
La produzione dei "rossi e neri" rimase prerogativa di poche tipografie altamente specializzate, capaci di sostenere i costi e la complessità tecnica di questi volumi. Tra i protagonisti di questo settore a Venezia emersero le famiglie Giunta, Baglioni e Pezzana, i cui nomi segnarono la storia dell’editoria liturgica tra il XVI e il XVIII secolo.
Lucantonio Giunta fu uno dei primi editori a intuire il potenziale economico dei libri liturgici. Discendente di una famiglia fiorentina trapiantata a Venezia, Lucantonio sviluppò un'importante attività nel settore, pubblicando, tra gli altri, un Graduale abbreuiatum nel 1580 e un Graduale de Tempore & Sanctis nel 1596. Questi libri di coro, stampati in folio con notazioni musicali, erano destinati alla Schola Cantorum e venivano utilizzati durante la messa.
Nel XVII secolo, la famiglia Baglioni dominò il mercato dei "rossi e neri", imponendosi su editori concorrenti come Bonifacio Ciera e la stessa Pezzana. I Baglioni si distinsero per la qualità delle loro edizioni, che spaziavano dai messali agli antifonari, dai breviari ai pontificali. Parallelamente, la ditta Pezzana, attiva già dalla metà del Seicento, acquisì nel 1657 la storica azienda dei Giunti, consolidando la sua posizione tra i principali produttori di testi liturgici.
Il successo di questi editori non si limitò ai confini italiani. I "rossi e neri" veneziani venivano esportati in tutta Europa e nelle Americhe, dove costituivano strumenti indispensabili per la diffusione della liturgia cattolica. La richiesta di questi volumi era così alta che le autorità veneziane garantirono protezioni particolari agli editori specializzati, favorendo la crescita del settore e assicurando lauti guadagni sia ai tipografi sia al fisco della Serenissima.
Tra gli esempi più curiosi di "rossi e neri", si ricorda l’Officium Beate Marie Virginis secundum verum usum romanum, stampato su pergamena a Parigi da Kerver nel 1514, con tre xilografie miniate. Un altro esemplare significativo è l'edizione veneziana di Francesco Marcolini del 1545, che conferma come la tecnica della stampa bicolore fosse già ben consolidata e apprezzata dai lettori dell'epoca.